# Lego Worlds
Lego Worlds — відеогра-пісочниця за мотивами Lego, розроблена компанією Traveller's Tales та видана Warner Bros. Games. Гра дозволяє гравцям будувати конструкції у 3D процедурно згенерованому світі. Бета-версія гри була випущена 1 Червня 2015 року в Steam Early Access. Реліз відбувся 7 березня 2017 року для Microsoft Windows, PlayStation 4 та Xbox One. Версія для Nintendo Switch вийшла 5 вересня 2017 року в Північній Америці та 8 вересня 2017 року в Європі.

## Ігровий процес
Lego Worlds — це відеогра-пісочниця, яка дозволяє гравцям будувати світ з кубиків Lego. Гравець отримує винагороди за збирання об'єктів, розкиданих по карті, за допомогою шпильок — ігрової валюти. Гравець може будувати, використовуючи знайдені предмети. Гравці можуть створювати свій власний світ, використовуючи попередньо створені структури Lego або використовуючи «інструмент редактора цеглинки за цеглинкою». Зовнішній вигляд гравців та їхнє вбрання можна налаштовувати в грі. Місцевість і навколишнє середовище можна змінювати за допомогою інструментів ландшафтного дизайну. У грі представлені різноманітні транспортні засоби, зокрема гелікоптери, та різноманітні істоти. Пізніші оновлення додали до гри багатокористувацький режим та функції для спільного використання світу.

## Історія
До офіційного релізу гру анонсували на зворотному боці інструкції до конструктора Lego- Офіційний анонс гри відбувся 1 червня 2015 року одночасно з релізом у ранньому доступі в Steam, щоб дати можливість ігровій спільноті надати відгуки для постійного вдосконалення та інтеграції додаткового контенту з плином часу. Гра вийшла з раннього доступу, а 8 березня 2017 року Warner Bros. випустила гру для PlayStation 4 та Xbox One. Версія для Nintendo Switch вийшла у вересні 2017 року. У березні 2023 року видання Nintendo Life повідомило, що мобільна версія під кодовою назвою Project Lego X розроблялася компанією Playdemic, а згодом перейшла до TT Games після того, як їх купила Electronic Arts.

## Відгуки
| Агрегатор  | Оцінка                                             |
| ---------- | -------------------------------------------------- |
| Metacritic | (NS) 59/100 (PC) 71/100 (PS4) 66/100 (XONE) 69/100 |

| Видання | Оцінка |
| ------- | ------ |
| IGN     | 7.2/10 |

Гра отримала позитивні відгуки, хоча в деяких випадках гравці висловлювали неоднозначні думки. Metacritic оцінив версії для Nintendo Switch, PC, PlayStation 4 та Xbox One на 59/100, 71/100, 66/100, та 69/100 відповідно. Гра була номінована 14-тою Премією Британської Академії в області відеоігор в категорії «Сімейна гра».

### Завантажуваний контент
Для гри було випущено два доповнення. Одне з них, під назвою Classic Space Pack, додало новий біом, кількох персонажів, різноманітних істот, транспортні засоби та 2 будівлі: космічну базу скутерів та базу мінералошукачів. Другий пакет, під назвою Monsters Pack, додав новий біом, кількох персонажів і три цегляні будівлі.